# HD 154732
HD 154732，又名BD+49 2583，SAO 46476、HR 6363，是一颗恒星，视星等为6.09，位于銀經75.2，銀緯37.31，其B1900.0坐标为赤經17h 2m 10.5s，赤緯+48° 37.31′ 31″。